# Neustria

Europa central en la Edad Media (Neustria bordeada en naranja)

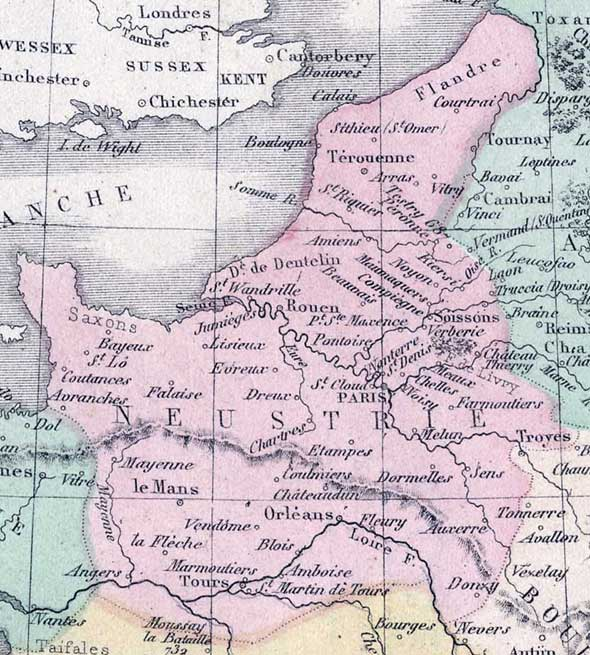
Neustria (752).

Neustria o Neustrasia fue un reino franco de la época merovingia. El territorio de Neustria comprendía la región noroeste de la actual Francia cuya capital era Soissons. 
A la muerte de Clodoveo I (Clovis, en francés) el Grande, rey de los francos (511), este dividió el Regnum Francorum entre sus hijos: a Clotario I el Viejo le dio Neustria y el sur de Aquitania, con capital en Soissons; a Teodorico I le tocó Austrasia y Auvernia (Aquitania oriental), con capital en Reims; a Clodomiro le correspondieron las tierras del Loira (el norte de Aquitania), con capital en Orleáns; y a Childeberto I le dio la Armórica, entre Bretaña y el Somme, con capital en París.

## Etimología
La etimología exacta del topónimo es imprecisa, pero se relaciona con el sentido de tierra o región occidental, por oposición la otra parte del reino, Austrasia; la región oriental. Según Thierry, el origen está en una forma de la lengua fráncica; *Neoster rike, que significaría Reino del Oeste.
El anticuario inglés Thomas Stapledon encuentra su etimología en una deformación de *Nordouestria, la [tierra] del Noroeste.
Christian Pfister, por su parte, en la Enciclopedia Británica, sostiene que la forma más antigua es *Niuster, derivada de niust; nueva. en el sentido de "la 'más reciente' conquista de los francos.
Neustria fue también el nombre de la región noroccidental del reino longobardo de Italia, considerado como diferente la región del noreste, conocida como Austria. Véase Neustria (Italia).

## Historia
El uso de Neustria aparece por primera vez en el siglo VII en un texto del monje Jonás De Bobbio para designar el "reino [franco] del Oeste", si bien es posible que se emplease en tiempos más antiguos. 
El triunfo de Clotario II en 613 fue el de Neustria, a la cual se anexó la Aquitania. Pero tras la muerte de Clotario III Neustria fue sometida a un rey impuesto por Austrasia, y de ese modo Aquitania pasó a ser independiente en 670. Ebroín intentó volver a dar a Neustria el estatuto de reino independiente, pero duró poco tiempo, pues fue vencido por Pipino, duque de Austrasia, en 687 en Tertry, aldea de Picardía situada 13 km al sur de Péronne. 
A partir de entonces Neustria pasó a ser un estado vasallo de Austrasia, dirigido por la casa de Héristal. No obstante, la distinción entre Neustria, Austrasia o Borgoña subsistió, aunque tendiendo a perderse. Así, tras el tratado de Verdún de 843, el nombre de Neustria designaba apenas el oeste de la Baja Neustria. 
Finalmente una parte de su territorio fue cedida al normando Rollón en 912 para constituir el futuro ducado de Normandía (en francés, Normandie, originalmente Northmannie). En torno a esa época el término Neustria empieza a desaparecer en beneficio de los principados emergentes de la región: el condado de Anjou, el condado de Maine, y los ducados de Blois y Orleans.

### Reino merovingio
El antecesor de Neustria fue un estado romano, el Reino de Soissons. En 486 su gobernante, Siagrio, perdió la Batalla de Soissons contra el rey franco Clodoveo I y, a partir de entonces, el dominio quedó bajo el control de los francos. Las constantes redistribuciones de territorios por parte de los descendientes de Clodoveo dieron lugar a numerosas rivalidades que, durante más de doscientos años, mantuvieron a Neustria en guerra casi constante con Austrasia, la porción oriental del reino.
A pesar de las guerras, Neustria y Austrasia volvieron a unirse brevemente en varias ocasiones; la primera fue bajo Clotario I durante su reinado de 558 a 562. La lucha por el poder continuó con la reina Fredegunda de Neustria, viuda del rey Chilperico I (reinó de 566 a 584) y madre del nuevo rey Clotaire II (reinó de 584 a 628), desatando una encarnizada guerra.
Tras la muerte de su madre y su entierro en la Basílica de Saint Denis cerca de París en 597, Clotario II continuó la lucha contra la reina Brunhilda, y finalmente triunfó en 613 cuando los seguidores de Brunhilda traicionaron a la antigua reina. Clotario hizo que pusieran a Brunilda en el potro de tortura y la estiraran durante tres días, luego la encadenaron entre cuatro caballos y finalmente la desgarraron miembro a miembro. Clotario gobernaba ahora un reino unido, pero sólo por poco tiempo, ya que nombró a su hijo Dagoberto I rey de Austrasia. La llegada de Dagoberto a Neustria dio lugar a otra unificación temporal.
En Austrasia bajo el mayordomo arnulfingo Grimoaldo el Viejo intentó un golpe de Estado contra su señor, Clodoveo II lo destituyó y reunificó de nuevo el reino de Neustria, pero de nuevo temporalmente. Durante o poco después del reinado del hijo de Clodoveo Clotario III, la dinastía de Neustria, como la de Austrasia antes que ella, cedió la autoridad a su propio alcalde de palacio.
En 678 Neustria, bajo el mayordomo Ebroin, sometió por última vez a los austrasianos. Ebroin fue asesinado en 680. En 687 Pipino de Heristal, mayordomo de palacio del rey de Austrasia, derrotó a los neustrios en Tertry. El mayordomo de Neustria Berchar fue asesinado poco después y tras una alianza matrimonial entre el hijo de Pipino, Drogo y la viuda de Berthal, Pipino se convirtió en mayordomo del palacio neustrio.
Los descendientes de Pipino, los carolingios, continuaron gobernando los dos reinos como intendentes. Con la bendición del papa Esteban II después del 751 el carolingio Pipino el Breve, depuso formalmente a los merovingios y tomó el control del imperio, gobernando él y sus descendientes como reyes.
Neustria, Austrasia y Borgoña quedaron entonces unidas bajo una misma autoridad y, aunque volvería a dividirse en varias divisiones orientales y occidentales, los nombres de "Neustria" y "Austrasia" fueron desapareciendo.

### Subreino carolingio
En 748 los hermanos Pipino el Breve y Carlomán concedieron a su hermano menor Grifón doce condados en Neustria centrados en el condado de Le Mans. Esta entidad política se denominó "ducatus Cenomannicus", o Ducado de Maine, y éste fue un nombre alternativo para el regnum de Neustria hasta bien entrado el siglo IX.
El término "Neustria" adquirió el significado de "tierra entre el Sena y el Loira" cuando fue otorgado como regnum (reino) por Carlomagno a su segundo hijo, Carlos el Joven, en 790. En esta época la principal ciudad del Reino parece ser Le Mans donde se estableció la corte real de Carlos. Bajo la dinastía carolingia el principal deber del rey neustrio era defender la soberanía del Imperio franco sobre los bretones.
En 817 Luis el Piadoso concedió Neustria a su hijo mayor Lotario I, pero tras la rebelión de éste en 831, la entregó a Pipino I de Aquitania y, tras la muerte de éste en 838, a Carlos el Calvo. Neustria, junto con Aquitania, formó la mayor parte del reino de Francia Occidental de Carlos, separado del Imperio por el Tratado de Verdún (843). Carlos continuó la tradición de nombrar a un hijo mayor para reinar en Neustria con su propia corte en Le Mans cuando nombró rey a Luis el Tartamudo en 856. 
Luis se casó con la hija del rey de Bretaña, Erispoe, y recibió el regnum del monarca bretón con el consentimiento de los magnates francos. Esta relación única para Neustria puso de relieve cómo en esta época había reducido su tamaño hasta excluir definitivamente la Île de France y París, ya que estaba alejada de la autoridad central de Carlos el Calvo y más cerca de la de Erispoe. Luis fue el último monarca franco en ser nombrado para Neustria por su padre y la práctica de crear subreinos para los hijos disminuyó entre los carolingios posteriores.

### Reanudación de las hostilidades normandas y reorganización defensiva en Neustria (885–911)
En el 885 los normandos reanudaron las hostilidades contra Bretaña y el reino de Francia Occidental, actuando desde sus bases en el norte del Cotentin, el estuario del Orne y el estuario del Sena. Entre los episodios más destacados de este periodo figuran el Sitio de París (885-886) y el Sitio de Saint-Lô (889), que fue tomada.
Ante esta amenaza la doble marca de Neustria, estructura defensiva fronteriza, fue encomendada en 886 al conde de Bayeux, Berenger de Neustria y, posteriormente, en 888, a Roberto, futuro Roberto I de Francia. Este último era hijo de Roberto el Fuerte y había sido nombrado conde de París por su hermano Odón, quien, tras ser reconocido como rey por la nobleza franca, usurpó el trono carolingio. Roberto reorganizó la defensa en dos frentes principales:
1. La primera marca, centrada en Tours, vigilaba las incursiones bretonas. Bajo el reinado de Alano I de Bretaña este frente mantuvo una relativa estabilidad, en parte porque la presencia bretona hasta el río Sarthe no fue contestada de manera significativa.
2. La segunda marca, con base en Le Mans, se enfrentó directamente a las incursiones normandas.

En este segundo frente las hostilidades concluyeron en el 911 con el Tratado de Saint-Clair-sur-Epte que afectaba a Neustria. Una parte de ella, entre sus fronteras de Bessin y el Sena, al norte de Perche y el Hiémois, que siguió siendo Franc-alleu hasta el siglo XI, fue cedida al caudillo Rollon para unir el estuario del Sena poblado por los vikingos, y el del Orne, poblado por los sajones, y constituir Northmannia o Normandía. Esto hizo que Wace, que sólo conocía esta parte septentrional de Neustria, dijera impropiamente un siglo y medio después:

Normendie ount nun Neustrie, Neüstrie perdi cest nun (... )

El residuo occidental de la marcha de Neustria, es decir, su parte al oeste del eje París-Tours, fue confiado simultáneamente al mando único del conde. Roberto, calificado con el título de Demarche (demarcus), es decir, de los dos pasos o del paso doble (no confundir con demarchus del griego). Δήμαρχος, jefe de dem'). En realidad la región, aparte del valle del Loira y los alrededores de le Mans, escapó a la administración de Francesa. En 932 el conde de los normandos William Espada Larga anexionó el Cotentin y el Avranchin a Normandía. bretons, junto con el Monte Saint-Michel.

## Reyes de Neustria
- 511-561 Clotario I el Viejo
- 561-584 Chilperico I
- 584-629 Clotario II el Joven
- 629-639 Dagoberto I (el buen rey Dagoberto)
- 639-657 Clodoveo II
- 657-673 Clotario III
- 673-673 Teoderico III
- 673-675 Childerico II
- 675-691 Teoderico III (segunda vez)
- 691-695 Clodoveo IV
- 695-711 Childeberto III
- 711-715 Dagoberto III
- 715-721 Chilperico II
- 721-737 Teodorico IV
- 737-741 Carlos Martel (interregno)
- 743-751 Childerico III